# Zrinska gora
Zrinska gora este o arie protejată (sit de importanță comunitară — SCI) din Croația întinsă pe o suprafață de 30.777,43 ha, integral pe uscat.

## Localizare
Centrul sitului Zrinska gora este situat la coordonatele 45°12′19″N 16°16′29″E / 45.205266°N 16.274841°E.

## Înființare
Situl Zrinska gora a fost declarat sit de importanță comunitară în iulie 2013 pentru a proteja 3 specii de animale.

## Biodiversitate
Situată în ecoregiunea continentală, aria protejată conține 5 habitate naturale: Păduri de Castanea sativa, Păduri ilirice de stejar și carpen (Erythronio-Carpinion), Păduri aluvionare cu Alnus glutinosa și Fraxinus excelsior (Alno-Padion, Alnion incanae, Salicion albae), Păduri de fag Asperulo-Fagetum, Pante stâncoase silicioase cu vegetație casmofită.
La baza desemnării sitului se află mai multe specii protejate:
- amfibieni (1): izvoraș-cu-burta-galbenă (Bombina variegata)
- mamifere (1): lupul (Canis lupus)
- nevertebrate (1): Cordulegaster heros

Pe lângă speciile protejate, pe teritoriul sitului au mai fost identificate 2 specii de plante.